# Diphasia varians
Diphasia varians är en nässeldjursart som beskrevs av William Robert Jarvis 1922. Diphasia varians ingår i släktet Diphasia och familjen Sertulariidae. Inga underarter finns listade i Catalogue of Life.